# جعفرآباد (مجومرد)
جعفرآباد مجومرد یکی از روستاهای دهستان رستاق و درحومه شهر مجومرد است.
این روستای زیبای کویری از ۴۰ سال قبل به دلیل خشک شدن قنات از سکنه خالی شده‌است. اسم اصلی بهرام‌آباد بوده و ساکنان آن بیشتر زرتشتی بوده‌اند. امروزه تنها یک خانوار ساکن دارد و آتشکده آن، که گفته می‌شود ۲۰۰۰ سال پیشینه دارد، همچنان روشن است. از دور سروهای بلند آتشکده روستا نمایان است. بیشتر خانه‌های این روستا در زیر شن فرورفته‌است.
مدرسه جمشیدی که توسط زرتشتیان هند در ۷۰ سال قبل ساخته شده و تا ۴۰ سال قبل دایر بوده همچنان استوار است و در مقابل هجوم شنها مقاومت نموده‌است.